# Darevskia raddei
Darevskia raddei är en ödleart som beskrevs av  Thomas Marshall Uzzell, Jr. och DAREVSKY 1973. Darevskia raddei ingår i släktet Darevskia och familjen lacertider. IUCN kategoriserar arten globalt som livskraftig.

## Underarter
Arten delas in i följande underarter:
- D. r. nairensis
- D. r. raddei
- D. r. vanensis